# Фомумбод, Энн Стелла
Энн Стелла Фомумбод (род. 1962, Камерун) — активистка движения за права женщин в Камеруне. Она основательница и генеральный директор Фонда межконфессионального видения Камеруна (IVFCam) и активистка Хартии Метты о вдовстве, которая позволила добиться значительного прогресса в защите прав вдов Камеруна.

## Карьера
В 1999 году Фомумбод основала Камерунский фонд межконфессионального видения. Первоначально организация называлась Aid International Christian Women of Vision, но в январе 2008 года название было изменено — консультации и исследования, спонсируемые Волонтёрской службой за рубежом, подчеркнули явную необходимость охвата всех религий.
IVFCam сосредотачивает свои усилия на помощи обездоленным, особенно женщинам и детям, особенно молодым вдовам, сиротам и людям с ВИЧ и СПИДом. IVFCam — это некоммерческая неправительственная благотворительная организация, которая работает с Экономическим и Социальным Советом Организации Объединённых Наций с 2013 года.
Фомумбод «сотрудничала с 53 сельскими советами, чтобы продвигать права женщин и включать больше женщин в местные советы». Она особенно известна созданием и обеспечением государственной поддержки Хартии Метта о вдовстве, которая позволила добиться значительного прогресса в защите прав вдов.
Фомумбод получила от губернатора Лафрика награду правительства Камеруна за выдающиеся достижения.

## Почести и награды
В 2004 году Фомумбод получила Национальную премию за улучшение положения женщин. В 2010 году она получила премию Фонда Всемирного саммита женщин за Women’s Creativity in Rural Life.
В 2013 году Фомумбод была включена в список 100 женщин Би-би-си.